# Pietro Nardini
Pietro Nardini (Livorno, 12 april 1722 – Florence, 7 mei 1793) was een Italiaans componist en violist.

## Levensloop
Nardini studeerde viool bij Giuseppe Tartini in Padua en kan als zijn bekendste leerling beschouwd worden. In 1736 verzorgde hij zijn eerste openbare optredens. In 1760 ging hij naar Wenen en speelde daar ter gelegenheid van het huwelijk van keizer Jozef II met Isabella van Bourbon-Parma op 6 oktober 1760. Vanaf 1760 was hij lid van de hofkapel in Stuttgart aan het hof van hertog Karel Eugenius van Württemberg, waar hij al in het volgende jaar concertmeester werd. In deze tijd beluisterde Leopold Mozart het virtuoos vioolspel van Nardini en was vol lof over de klaarheid en schoonheid van zijn speel. Charles Burney was in verrukking gebracht van de aangenaam zachte klank en de gelijkmatigheid van zijn voordrachtkunst. 
In 1765 stopte hij met het werk aan het hof in Stuttgart en ging terug naar Italië. Vanaf 1769 werd hij concertmeester aan het hof van de groothertog van Toscane Leopold in Florence. Tot zijn belangrijkste leerlingen behoren Bartolomeo Campagnoli en Thomas Linley jr.. In 1770 keerde hij even terug naar Padua om zijn, op dat moment doodzieke leraar Tartini tot aan zijn dood toe te verzorgen. In datzelfde jaar en 1771 beleefde hij het optreden van Wolfgang Amadeus Mozart tijdens zijn eerste reis naar Italië. In 1778 volgde hij een uitnodiging uit Sint-Petersburg. 
In Nardini's werken is het invloed van Tartini herkenbaar. De versieringskunst van Nardini is gedocumenteerd in een 1793 gepubliceerde uitgave van Jean-Baptiste Cartier L'Art du Violon met Nardini-sonates met de Adagios brodés (versierde Adagio's).

## Composities
- 1750 14 Nieuwe Italiaanse Menuetten, per due violini e basso continuo
- 1765 6 Concerti, per violino solo, violino primo e secondo di Concerto, Alta Viola, Organo e Violoncello, due Corni da caccia ad libitum, op. 1
- 1769 6 Solo, per violino e basso continuo, op. 5
- 1770 6 Sonatas, voor 2 Duitse fluiten of 2 violen en basso continuo
- 1770 6 Solo, per violino e basso continuo, op. 2
- 1775 6 Duetti, per due viole
- 1775 6 Duetti, voor 2 tenoren
- 1782 6 Strijkkwartetten
- 1793 7 Sonates, per violino „avec les Adagios brodés“
  1. Sonata in La maggiore
    1. Allegro
    2. Andante
    3. Allegro

  2. Sonata in Re minore
    1. Adagio
    2. Allegro
    3. Allegro

  3. Sonata I in Re maggiore
    1. Andante
    2. Allegro

  4. Sonata in Mi bemolle maggiore
    1. Allegro
    2. Andante con variazioni

  5. Sonata in Do maggiore
    1. Allegro
    2. Adagio
    3. Minuetto

  6. Sonata II in Mi bemolle maggiore
    1. Andante
    2. Allegro

  7. Sonata in Do maggiore
    1. Adagio
    2. Allegro
    3. Presto
- 1803 Sonate Enigmatica
  1. Largo
  2. Minuetto (Vivace)
  3. Allegro
- 6 Concerti, per violino solo e orchestra
- 8 Triosonates
- Romanza, per due violini

## Publicaties
- Charles Burney: The present state of Music in France and Italy, London,  1771
- G.B. Rangoni: Saggio sul gusto della musica col carattere de' tre celebri sonatori di violino i signori Nardini, Lolli, e Pugnani, Livorno, 1790
- R. Leoni: Elogio di Pietro Nardini, Firenze, 1793
- J. Sittard: Zur Geschichte der Musik und des Theaters am württembergischen Hofe, Stuttgart, 1890
- A. Bonaventura: Musicisti livornesi, Livorno, 1930

## Discografie
- Spazi Sonori Classics, Livorno 2006, Sonatas for Strings, Ensemble Ardi Cor Mio, Renata Sfriso, violin; Maurizio Cadossi, violin; Caroline Boersma, violoncello; Gabriele Micheli, clavicembalo/harpsichord
- Dynamic 2002, Nr. 392: Nardini: Violin Concertos, Mauro Rossi (viool), Kamerorkest van Milaan

- Biblioteca Nacional de España: XX1472445
- Bibliothèque nationale de France: cb125508565 (data)
- Gemeinsame Normdatei: 119443880
- International Standard Name Identifier: 0000 0001 0858 2277
- Library of Congress Control Number: n84041939
- Nationale Bibliotheek van Letland: 000154688
- MusicBrainz: 3c729187-c1ea-4599-96dc-9f7a5f840898
- Nationale Bibliotheek van Tsjechië: xx0023571
- Nationale Bibliotheek van Israël: 987007311818005171
- Nederlandse Thesaurus van Auteursnamen: 089516613
- Istituto Centrale per il Catalogo Unico: LO1V131780
- SNAC: w6rz0043
- Système universitaire de documentation: 155721879
- Trove: 912200
- Virtual International Authority File: 66580145
- WorldCat: E39PBJcGgK9pvFMJy6CkPTpVmd